# Hugh Griffith
Hugh Emrys Griffith, född 30 maj 1912 i Marian Glas, Anglesey, död 14 maj 1980 i London, var en brittisk Oscarbelönad skådespelare.
Griffith belönades med en Oscar i kategorin Bästa manliga biroll för sin roll i Ben-Hur (1959) och nominerades även för sin roll i Tom Jones (1963).

## Filmografi
- 1949 – Vilse i London
- 1949 – Dr. Morelle: The Case of the Missing Heiress
- 1949 – Dolwyns sista dagar
- 1950 – Villebråd
- 1951 – Skratt i paradiset
- 1953 – Blixten från Titfield
- 1954 – Vilddjuret
- 1955 – Quatermass II
- 1957 – Lucky Jim
- 1959 – Ben-Hur
- 1959 – Sensation på första sidan
- 1960 – Exodus
- 1962 – Myteriet på Bounty
- 1962 – Maskerad agent
- 1962 – Otillbörligt närmande
- 1962 – Polisinspektören
- 1963 – Tom Jones
- 1966 – Hur man stjäl en miljon
- 1966 – Djävulens blomma
- 1966 – Dare I Weep, Dare I Mourn
- 1967 – Sjömannen från Gibraltar
- 1968 – Oliver!
- 1968 – Fixaren
- 1970 – Svindlande höjder
- 1970 – Vackert, brorsan!
- 1971 – Canterbury Tales
- 1971 – Pepparkakshuset - vem slog ihjäl tant Roo?
- 1972 – Dr. Phibes kommer tillbaka
- 1973 – What?
- 1973 – Luther
- 1973 – Take Me High
- 1973 – The Final Programme
- 1974 – Människooffer
- 1975 – Legend of the Werewolf
- 1976 – Casanova & Co.
- 1976 – The Passover Plot
- 1977 – Glöm inte kamelerna
- 1977 – Joseph Andrews
- 1978 – En jycke för mycket
- 1978 – Grand Slam

## Fotnoter
1. 1 2  Encyclopædia Britannica, Encyclopædia Britannica Online-ID: biography/Hugh-Emrys-Griffithtopic/Britannica-Online, läst: 9 oktober 2017.[källa från Wikidata]
2. 1 2  Internet Broadway Database, Internet Broadway Database person-ID: 43159, läst: 9 oktober 2017.[källa från Wikidata]
3. 1 2  Find a Grave, Find A Grave-ID: 9454986, läs online, läst: 9 oktober 2017.[källa från Wikidata]
4. ↑  läs online, www.rada.ac.uk .[källa från Wikidata]
5. ↑  Internet Movie Database, IMDb-ID: tt0063385co0047972, läst: 16 oktober 2022.[källa från Wikidata]